# Erazim Kohák
Erazim Václav Kohák (21. května 1933 Praha – 8. února 2020 Praha) byl český filozof a publicista, zabývající se často ekologickými tématy. V letech 1948–1989 žil v exilu.

## Život
Rodiče za války patřili k nekomunistickému odboji a byli vězněni gestapem. Po válce byl Kohák členem 118. skautského oddílu, kde získal přezdívku Jezevec.
Kohákův otec spolupracoval s Ferdinandem Peroutkou, a tak rodina po únoru 1948 emigrovala. Strávili půldruhého roku po uprchlických táborech, než mohli vstoupit do USA, kde zastávali dělnické profese.
Kohák při zaměstnání absolvoval první cyklus vysokoškolského studia filozofie a religionistiky na Colgate University ve státě New York (1950–1954). Díky Danforthovu stipendiu mohl pokračovat ve studiu na filozofické a teologické fakultě Yale University v New Haven, kde dosáhl titulů magistra (MA.) v roce 1957 a doktora (PhD.) v roce 1958, a to v oborech filozofie a religionistiky. Téhož roku nastoupil na akademickou dráhu jako asistent a o rok později jako odborný asistent na Gustavus Adolphus College ve státě Minnesota. Mezitím působil rovněž jako evangelický farář v Kasotě a spoluvedl skautský oddíl, do nějž chodily jeho dcery. Za rok nastoupil na katedru filozofie FF Boston University ve státě Massachusetts, kde byl roku 1970 habilitován jako docent a roku 1977 získal titul profesora.
Oženil se s Američankou Frances Macpherson a měli tři dcery; po rozpadu manželství v roce 1976 odešel do státu New Hampshire, kde si postavil na lesní mýtině dům. Mezi lety 1981 a 1988 byl ženatý s psycholožkou z bostonské univerzity Sheree Conradovou. Dne 31. ledna roku 1999 se v Křižlicích potřetí oženil, jeho nová manželka se jmenovala Dorothy.

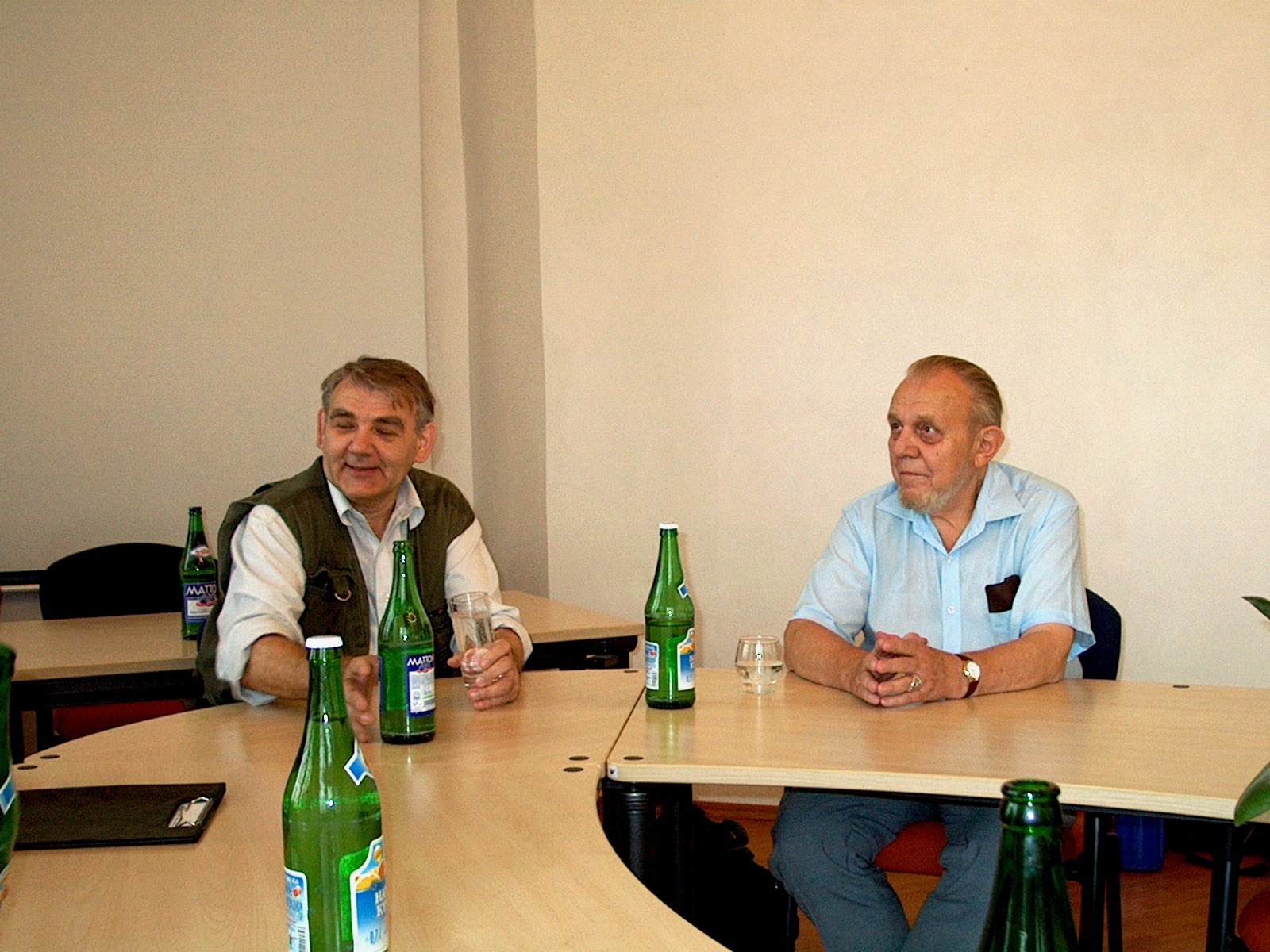
Erazim Kohák a Ivan Dejmal (2003)

Do Československa mohl na krátkou dobu zavítat až v roce 1969. Ihned po sametové revoluci přicestoval do vlasti, učil střídavě na Karlově univerzitě (v letním semestru) a na Boston University (v zimním semestru). V roce 1995 se vrátil natrvalo do České republiky, aby zde působil jako profesor filozofie na Filozofické fakultě UK v Praze a jako publicista. Od roku 2006 pracoval v Centru globálních studií Filosofického ústavu Akademie věd ČR v Praze.
Byl členem Ústředního výkonného výboru Československé sociální demokracie v exilu a byl i členem ČSSD po sametové revoluci; patřil mezi neformální poradce Vladimíra Špidly, byl členem Rady České televize a v říjnu 2004 neúspěšně kandidoval v doplňovacích volbách do Senátu ve volebním obvodu Praha 4 (postoupil do 2. kola, kde proti zástupci ODS Františku Příhodovi získal 39,87 % hlasů).
Byl aktivním členem anglikánské církve a angažoval se v Klimentském sboru Českobratrské církve evangelické. Byl členem čestné rady Hnutí Duha, čestného předsednictva Společnosti pro trvale udržitelný život na Zemi a čestné rady Dětí Země. Byl rovněž členem Koalice za záchranu železnice a sympatizoval s hnutím Ne základnám. V roce 1996 obdržel Cenu Josefa Vavrouška. Dne 28. října 2013 ho prezident republiky Miloš Zeman vyznamenal Řádem Tomáše Garrigua Masaryka.

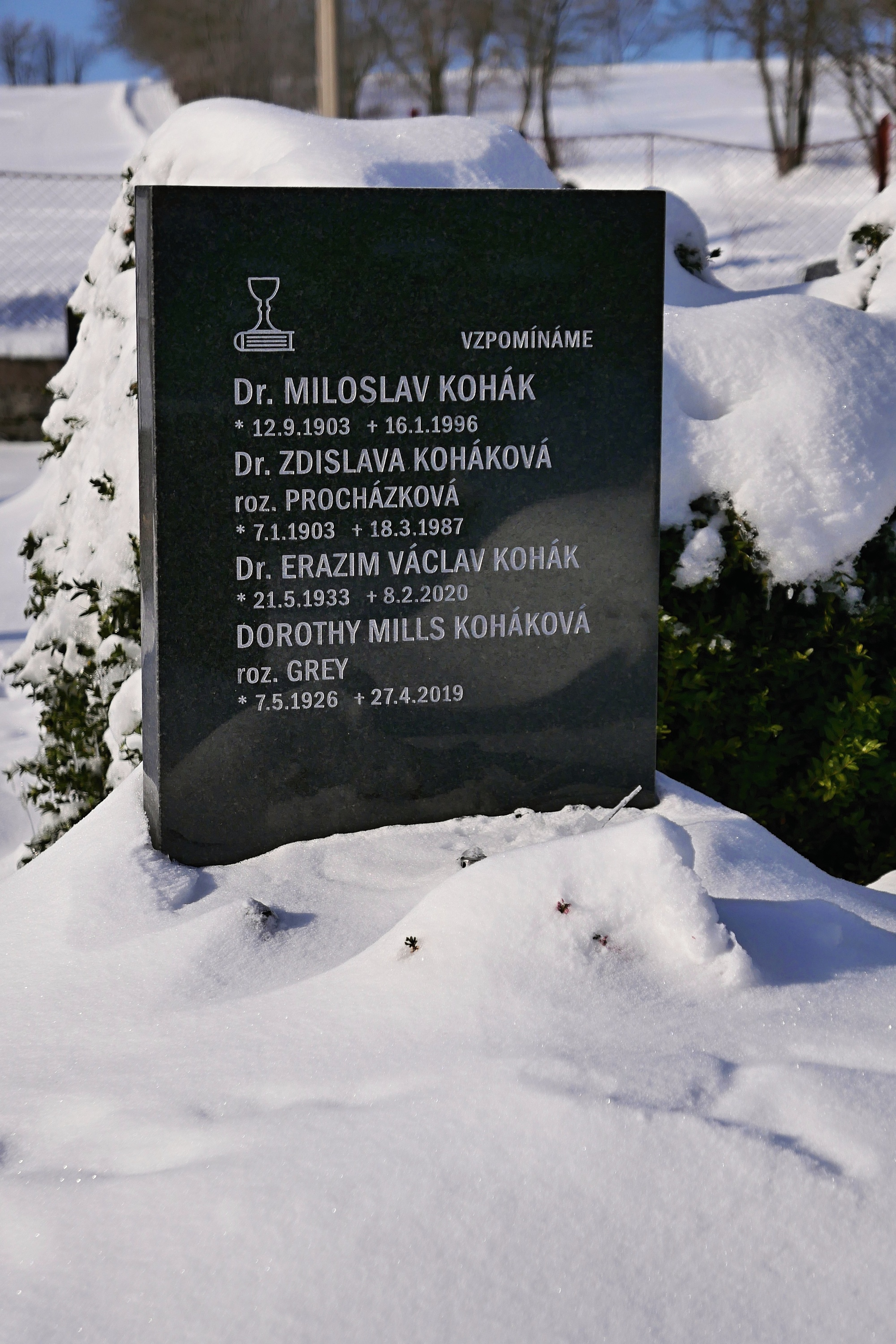
Náhrobek

Zemřel dne 8. února 2020 ve věku 86 let. Pochován je se svou poslední manželkou Dorothy a svými rodiči na evangelickém hřbitově v Křížlicích.
Český herec a reklamní režisér Jakub Kohák je jeho synovcem z druhého kolene (Erazim Kohák byl bratrancem jeho otce).

## Dílo
Kohákovo filozofické dílo vychází z fenomenologie a tradičních protestantských hodnot.
- Národ v nás: česká otázka a ideál humanitní v údobí normalizace. Toronto: Sixty-Eight Publishers, 1978. 206 s. ISBN 0-88781-052-7.
- Dopisy přes oceán aneb čertování s Míšou. Praha: Státní pedagogické nakladatelství, 1991. 126 s. ISBN 80-04-25389-X.
- Člověk, dobro a zlo: o smyslu života v zrcadle dějin : kapitoly z dějin morální filosofie. Praha: Ježek, 1993. 268 s. ISBN 80-9016-25-3-3.
- Jan Patočka: filosofický životopis (Jan Patočka: His thought and writings). Praha: H & H, 1993. 186 s. ISBN 9788085787214.
- Hesla. Ilustrace Vladimír Renčín. [s.l.]: Mladý svět, 1995. 78 s.
- Post scriptum – psové. Praha: Panglos, 1996. 73 s. ISBN 80-902205-0-9.
- Pražské přednášky: život v pravdě a (post)moderní skepse. Rychnov nad Kněžnou: Ježek, 1999. 122 s. ISBN 80-85996-21-9.
- Hesla mladých svišt́ů. Ilustrace Zdeněk Šorm. Praha: Kalich, 2000. 168 s. ISBN 80-7017-265-7.
- Orbis bene vivendi. Praha: Junák – svaz skautů a skautek ČR, 2001. 140 s. ISBN 80-86109-64-X.
- Průvodce po demokracii: vzpomínky z amerického života, naděje z pražského návratu. Praha: Sociologické nakladatelství, 2006. 162 s. ISBN 80-86429-03-2.
- Svoboda, svědomí, soužití: kapitoly z mezilidské etiky. Praha: Sociologické nakladatelství, 2004. 216 s. ISBN 80-86429-35-0.
- Zorným úhlem filosofa: vybrané články a přednášky z let 1992–2002. Rychnov nad Kněžnou: Ježek, 2004. 312 s. ISBN 80-85996-38-3.
- Buď Bohu sláva za vše kropenaté!. Praha: Bonaventura, 2005. 103 s. ISBN 80-85197-43-X.
- Domov a dálava: kulturní totožnost a obecné lidství v českém myšlení. Praha: Filosofia, 2009. 370 s. ISBN 978-80-7007-293-6.
- Kopí dona Quijota: vybrané přednášky, studie a publicistické články. Rychnov nad Kněžnou: Ježek, 2010. 264 s. ISBN 978-80-85996-41-8.
- Zelená svatozář: kapitoly z ekologické etiky. Praha: Sociologické nakladatelství, 1998. 203 s. ISBN 80-85850-63-X.
- Hledání české filosofie: soubor studií. Praha: Filosofia, 2012. 385 s. ISBN 978-80-7007-388-9.
- Oheň a hvězdy: filosofická zamýšlení nad morálním smyslem přírody. Praha: Sociologické nakladatelství, 2016. 316 s. ISBN 978-80-7419-236-4.
- KOHÁK, Erazim V.; SKALICKÝ, Karel. Tvůj in Xto: vzájemná korespondence z let 1978–2011. Praha: Torst, 2021. 404 s. ISBN 978-80-7215-688-7.
- KOHÁK, Erazim V.; ŠANTORA, Roman; ZAJÍC, Jiří. Erazim Kohák: Poutník po hvězdách. Praha: Portál, 2001. 200 s. ISBN 80-7178-524-5.
- Idea and Experience (1978, 1982)
- Krize rozumu a přirozený svět